# Димитър Мирчев
Димитър Мирчев Тошев с псевдоними Димко, Страшимир и Циан или Циян е български общественик и революционер, член на Централния комитет на Вътрешната македоно-одринска революционна организация.

## Биография
Димитър Мирчев е роден на 23 октомври 1865 година в Прилеп, тогава в Османската империя. Роднина е на печатаря Коне Самарджиев. Учи до V клас в Прилеп и в Солунската мъжка гимназия. След ученическия бунт през 1887 - 1888 година се прехвърля в Белград, където завършва гимназия в 1889 година. От 1889 до 1891 година учи право в Белград, а през 1892 година завършва славянска филология във Висшето училище в София. В София става член на Младата македонска книжовна дружина. Преподава български език, литература и история в Солунската мъжка гимназия от 1892 до 1896 година. След това от 1896 до 1902 година е преподавател в Солунската българска девическа гимназия. В учебната 1902-1903 година отново се връща в мъжката гимназия.
Мирчев е сред основателите на българското тайно революционно братство в 1897 година в Солун.
През 1901 година след Солунската афера, е избран за член на Централния комитет на ВМОРО и като такъв е секретар на Солунски конгрес на ВМОРО от 1903 година, когато е взето решение за вдигане на Илинденско-Преображенското въстание. През април същата година е арестуван и осъден на 101 години затвор. Изпратен е на заточение на остров Лесбос. При слизането си в Лесбос оставя 10 наполеона на 22-мата си другари, продължаващи за Диарбекир. Амнистиран е през 1904 година.
След освобождението си от 1904 до 1908 година преподава в Търново. След Младотурската революция в 1908 година се връща в Османската империя и става деец на Съюза на българските конституционни клубове и е избран за делегат на неговия Учредителен конгрес от Солун. В 1908-1909 година за трети път работи в Солунската мъжка гимназия, а след това в 1909 - 1910 е директор на Битолската българска класическа гимназия.
Делегат е от Битоля на Първия общ събор на Българската матица в Солун от 20 до 22 април 1910 година.
В 1910 – 1912 година е директор на Одринската българска мъжка гимназия, където го заварва Балканската война. При избухването на войната Мирчев е арестуван и заточен в малоазийския град Измит.
След войната се установява в България. През август 1913 година заедно с Александър Димитров участва в успешни преговори с младотурците за създаване на Българо-турски революционен комитет.
След като деветнадесетомайците разтурят Националния комитет в 1934 година, Мирчев оглавява новия Временен македонски национален комитет и е редактор на вестника му „Македонско слово“.
Умира във Вършец на 13 юни 1938 година.
Мирчев е автор на редица учебници по български език, литература и граматика, издавани в периода 1905 – 1939 година, както и на изследването „Българската книга в Солун“, публикувано в „Сборник Солун“ в 1934 година (стр. 149 – 185).
След смъртта на Димитър Мирчев, наследниците му даряват 5000 лева за образуване на фонд на негово име, с който да се подпомага беден ученик в Държавната мъжка гимназия „Добри П. Чинтулов“ в Сливен, където Мирчев преподава от 1914 до 1923 г.
- Учебници на Димитър Мирчев
- Мирчевъ, Д. Учебникъ по българска граматика за I класъ.   Солунъ, К. Г. Самарджиевъ & С-ие, 1906.
- Мирчевъ, Д. Христоматия за трети класъ. Второ прѣработено издание.   Солунъ, К. Г. Самарджиевъ & С-ие, 1909.
- Мирчевъ, Д. Учебникъ по български езикъ за III класъ.   Солунъ, Издава книжарницата на К. Г. Самарджиевъ и Сіе, 1906.